# Дальтон, Джон
Джон Да́льто́н (Долтон) (англ. John Dalton; 6 сентября 1766 — 27 июля 1844) —  английский физик и химик, метеоролог,  естествоиспытатель и создатель химического атомизма. В 1794 году впервые провёл исследования и описал дефект зрения, которым страдал сам, — цветовую слепоту, позже названную в его честь дальтонизмом; открыл закон парциальных давлений (закон Дальтона) (1801), закон равномерного расширения газов при нагревании (1802), закон растворимости газов в жидкостях (закон Генри — Дальтона). Установил закон кратных отношений (1803), обнаружил явление полимеризации на примере этилена и бутилена, ввёл понятие «атомный вес», первым рассчитал атомные веса (массы) ряда элементов и составил первую таблицу их относительных атомных масс, заложив тем самым количественные основы для древней атомной теории строения вещества.
Профессор Манчестерского колледжа Оксфордского университета (1793), президент Манчестерского литературного и философского общества (с 1817), член Лондонского Королевского общества (1822), почётный член Королевского общества Эдинбурга (1835), иностранный член Французской академии наук (1830; член-корреспондент с 1816), лауреат Королевской медали (1826).

## Молодые годы
Джон Дальтон родился в семье квакеров города Иглсфилд, графство Камберленд. Будучи сыном ткача, он только в 15 лет начал обучаться вместе со своим старшим братом Джонатаном в квакерской школе близлежащего города Кендал. К 1790 году Дальтон более-менее определился с будущей специальностью, выбирая между правом и медициной, однако его планы были встречены без энтузиазма — родители-диссентеры были категорически против обучения в английских университетах. Дальтону пришлось остаться в Кендале до весны 1793 года, после чего он перебрался в Манчестер, где познакомился с Джоном Гаухом (Gough), слепым философом-эрудитом, который в неформальной обстановке передал ему большую часть своих научных познаний. Это позволило Дальтону получить место преподавателя математики и естественных наук в «Новом Колледже», диссентерской академии Манчестера. Он оставался на этой должности до 1800 года, когда ухудшившееся финансовое положение колледжа вынудило его уйти; он начал заниматься частным преподаванием математики и естественных наук.
В молодые годы Дальтон близко общался с известным иглсфилдским протестантом Элиху Робинсоном, профессиональным метеорологом и инженером. Робинсон привил Дальтону интерес к различным проблемам математики и метеорологии. В течение своей жизни в Кендале Дальтон собрал решения рассматривавшихся им проблем в книге «Дневники леди и джентльменов», а в 1787 году начал вести собственный метеорологический дневник, в котором за 57 лет зафиксировал более 200,000 наблюдений В этот же период Дальтон заново разработал теорию циркуляции атмосферы, ранее предложенную Джорджем Хедли (George Hadley). Первая публикация ученого называлась «Метеорологические наблюдения и опыты», в ней содержались зародыши идей многих его будущих открытий. Однако несмотря на всю оригинальность его подхода, научное сообщество не обратило особого внимания на труды Дальтона. Вторую крупную свою работу Дальтон посвящает языку, в печать она вышла под названием «Особенности английской грамматики» (1801).

### Цветовая слепота
Половину своей жизни Дальтон даже не подозревал, что с его зрением что-то не так. Он занимался оптикой и химией, но обнаружил свой дефект благодаря увлечению ботаникой. То, что он не мог отличить голубой цветок от розового, он объяснял путаницей в классификации цветов, а не недостатками его собственного зрения. Он заметил, что цветок, который днём, при свете солнца, был небесно-голубым (точнее, того цвета, что он считал небесно-голубым), при свете свечи выглядел тёмно-красным. Он обратился к окружающим, но никто такого странного преобразования не видел, за исключением его родного брата. Таким образом Дальтон догадался, что с его зрением что-то не так и что проблема эта наследуема.
В 1794 году сразу после прибытия в Манчестер, Дальтон был избран членом Манчестерского литературно-философского общества («Лит&Фил») и несколько недель спустя выпустил в свет статью под названием «Необычные случаи цветовосприятия», где объяснял узость цветоощущения некоторых людей обесцвечиванием жидкого вещества глаза. Описав эту болезнь на собственном примере, Дальтон обратил на неё внимание людей, до того момента не осознававших у себя её наличия. Несмотря на то, что объяснение Дальтона подвергли сомнению ещё при его жизни, тщательность исследований им собственной болезни была настолько беспрецедентной, что термин «дальтонизм» прочно закрепился за этим недугом. В 1995 году были проведены исследования сохранившегося глаза Джона Дальтона, в ходе которых выяснилось, что он страдал формой дальтонизма — дейтеранопией. В этом случае глаз не улавливает свет средних длин волн (в более распространенном варианте болезни — дейтераномалии, глаз просто искажает изображение из-за неправильного цвета пигмента соответствующего участка сетчатки). Кроме фиолетового и голубого цветов он мог нормально распознавать только один — жёлтый, и так писал об этом:
Та часть картины, которую другие называют красной, мне кажется как будто тенью или просто плохо освещенной. Оранжевый, зелёный и жёлтый кажутся оттенками одного цвета, от интенсивного до бледно-жёлтого.
После этой работы Дальтона последовал десяток новых, посвященных самым различным темам: цвету неба, причинам возникновения источников пресной воды, отражению и преломлению света, а также причастиям в английском языке.

## Разработка атомистической концепции
В 1800 году Дальтон стал секретарем Манчестерского литературно-философского общества, после чего он представил ряд докладов под общим названием «Опыты», посвященных определению состава газовых смесей, давления пара различных веществ при разных температурах в вакууме и на воздухе, испарению жидкостей, термическому расширению газов. Четыре таких статьи были напечатаны в «Докладах» Общества в 1802 году. Особо примечательно вступление ко второй работе Дальтона:
Едва ли можно сомневаться в возможности перехода любых газов и их смесей в жидкое состояние, нужно лишь приложить к ним соответствующее давление или понизить температуру, вплоть до разделения на отдельные компоненты.
После описания экспериментов по установлению давления водяного пара при различных температурах в интервале от 0 до 100 °C, Дальтон переходит к обсуждению давления пара шести других жидкостей и делает вывод о том, что изменение давления пара эквивалентно для всех веществ при одинаковом изменении температуры.
В четвёртом своем труде Дальтон пишет:
Не вижу каких-либо объективных причин считать неверным тот факт, что два любых газа (упругая среда) при одинаковом начальном давлении расширяются одинаково при изменении температуры. Однако для любого заданного расширения паров ртути (неупругая среда) расширение воздуха будет меньше. Таким образом, общий закон, который описывал бы природу теплоты и её абсолютное количество, следует выводить на основе изучения поведения упругих сред.

### Газовые законы

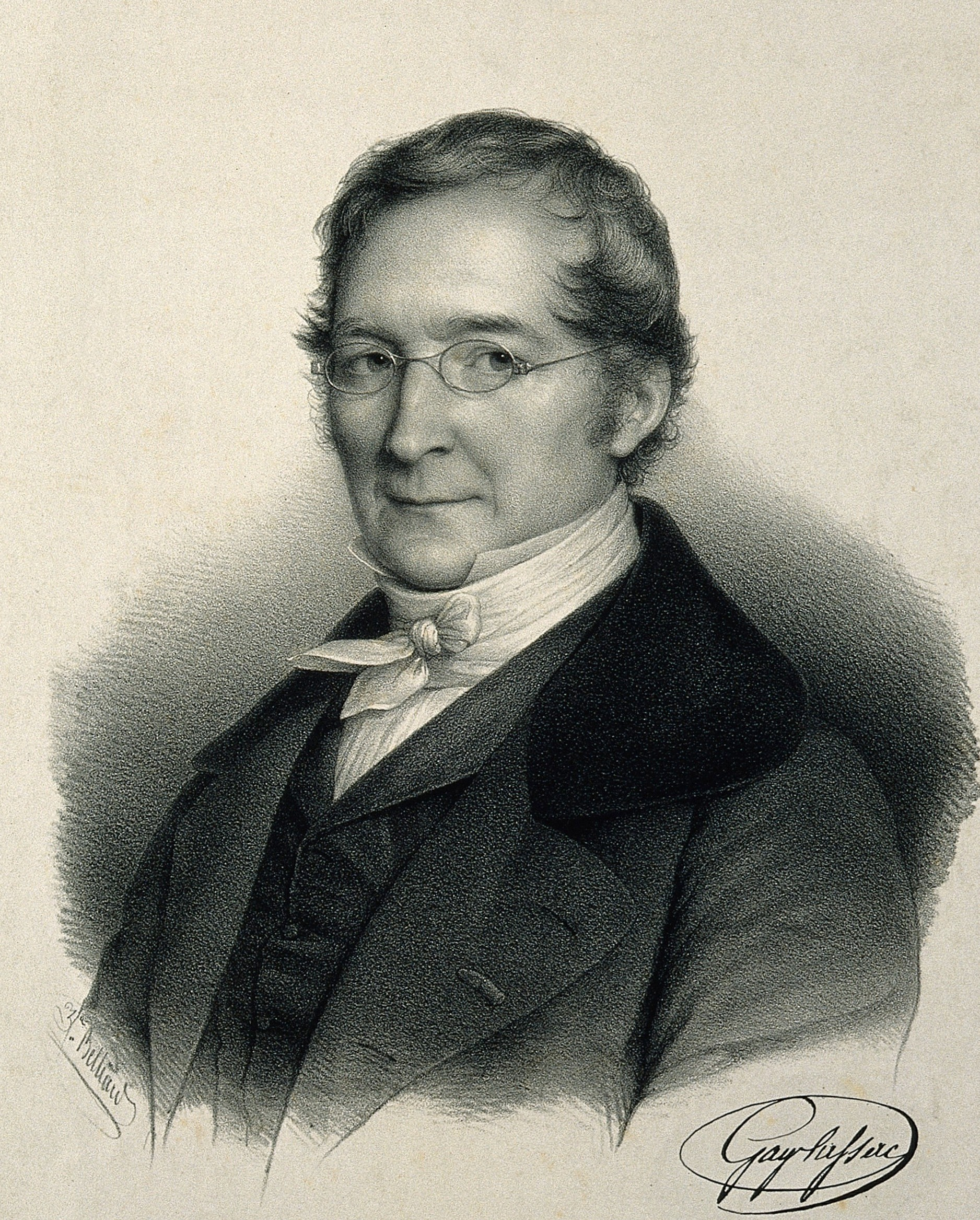
Жозеф Луи Гей-Люссак

Таким образом, Дальтон подтвердил закон Гей-Люссака, опубликованный в 1802 году. В течение двух-трех лет после прочтения его статей, Дальтон опубликовал ряд работ посвященных схожим темам, например поглощению газов водой и другими жидкостями (1803); в это же время им был постулирован закон парциальных давлений, известный как закон Дальтона.
Наиболее важными из всех работ Дальтона считаются работы, связанные с атомистической концепцией в химии, — с ней его имя связано самым непосредственным образом. Предполагается (Томасом Томсоном), что эта теория была разработана либо в ходе исследований поведения этилена и метана при различных условиях, либо в ходе анализа диоксида и монооксида азота.
Изучение лабораторных записей Дальтона, обнаруженных в архивах «Лит&Фил», говорит о том, что по ходу поиска объяснения закона кратных отношений учёный все ближе подходил к рассмотрению химического взаимодействия как элементарного акта сочетания атомов определенных масс. Мысль об атомах постепенно росла и крепла в его голове, подкрепляясь экспериментальными фактами, полученными при исследовании атмосферы. Первые слова, увидевшие свет начала этой идеи можно найти в самом конце его статьи, посвященной абсорбции газов (написана 21 октября 1803, опубликована в 1805). Дальтон пишет:
Почему вода не сохраняет свою форму, подобно любому газу? Посвятив решению этой проблемы достаточно времени, я не могу с полной уверенностью дать подходящий ответ, однако я уверен, что все зависит от веса и количества микрочастиц в веществе.

### Определение атомных весов

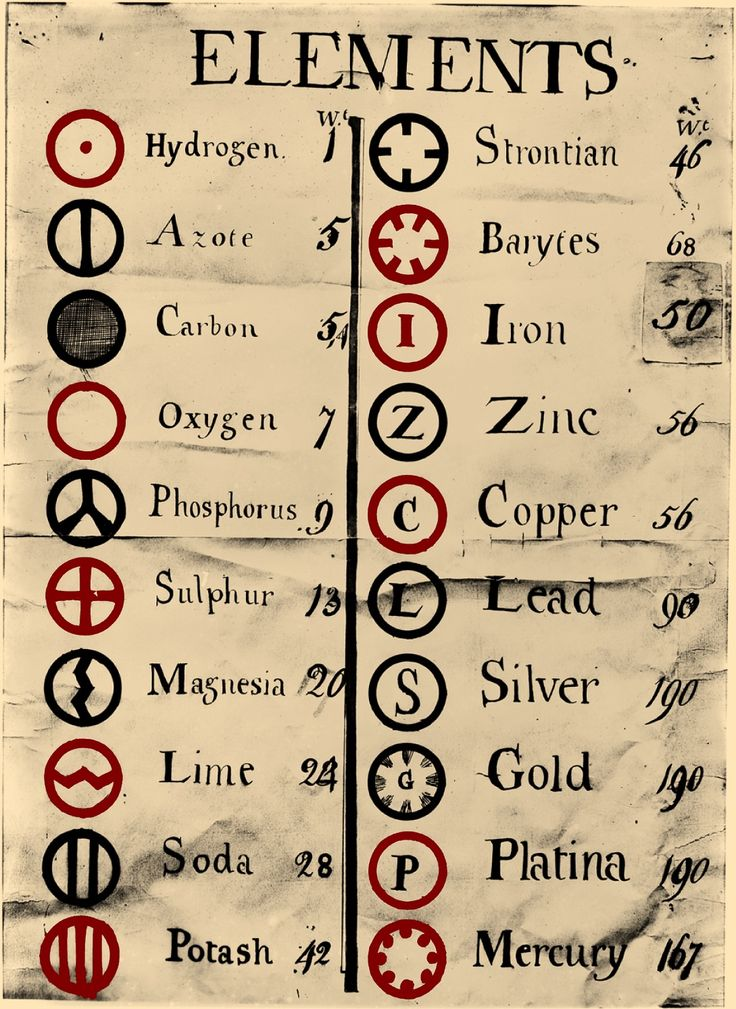
Перечень химических знаков отдельных элементов и их атомных весов, составленный Джоном Дальтоном в 1808 году. Некоторые из символов, использовавшихся в ту пору для обозначения химических элементов, восходят к эпохе алхимии. Данный перечень нельзя рассматривать как «Периодическую таблицу», поскольку он не содержит повторяющихся (периодических) групп элементов. Некоторые из веществ не являются химическими элементами, например известь (поз.8 слева). Дальтон рассчитал атомный вес каждого вещества по отношению к водороду как самому лёгкому, закончив свой список ртутью, которой ошибочно был присвоен атомный вес больше, чем у свинца (поз.6 справа)

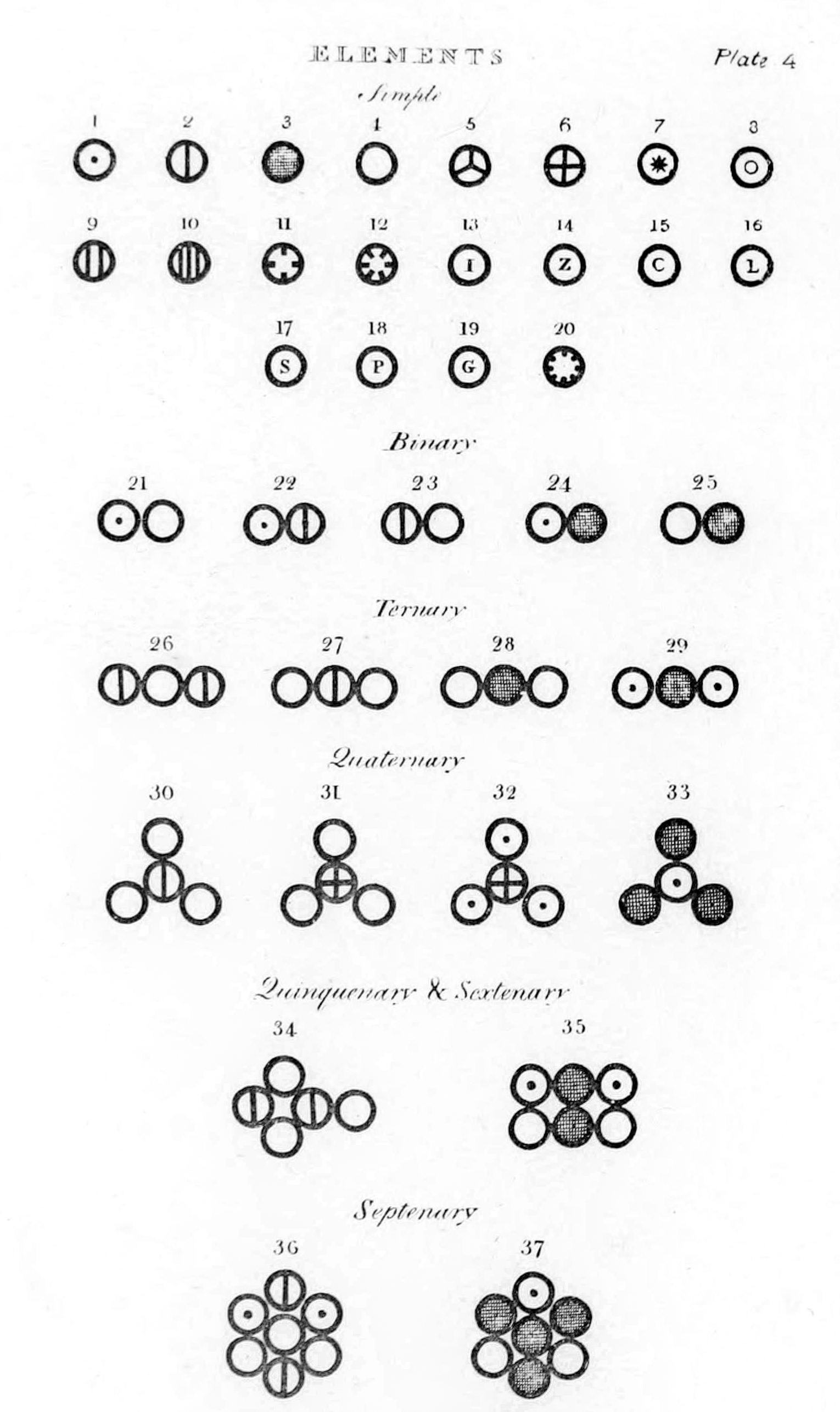
Различные атомы и молекулы в книге Джона Дальтона «Новый курс химической философии» (1808)

Для визуализации своей теории Дальтон использовал собственную систему символов, также представленную в «Новом курсе химической философии».
Продолжая исследования, Дальтон через некоторое время опубликовал таблицу относительных атомных весов шести элементов — водорода, кислорода, азота, углерода, серы, фосфора, приняв массу водорода равной 1. Заметим, что Дальтон не дал описания способа, которым он определил относительные веса, но в его записях от 6 сентября 1803 года мы находим таблицу расчета этих параметров на основе данных различных химиков по анализу воды, аммиака, диоксида углерода и других веществ.
Столкнувшись с проблемой расчета относительного диаметра атомов (из которых, как считал учёный, состоят все газы), Дальтон использовал результаты химических экспериментов. Предполагая, что любое химическое превращение всегда происходит по наиболее простому пути, Дальтон приходит к выводу — химическая реакция возможна лишь между частицами различных весов. С этого момента концепция Дальтона перестает быть простым отражением идей Демокрита. Распространение этой теории на вещества привело исследователя к закону кратных отношений, а эксперимент идеально подтвердил его вывод.
Стоит отметить, закон кратных отношений был предугадан Дальтоном в докладе, посвященном описанию содержания различных газов в атмосфере, прочтенном в ноябре 1802 года: «Кислород может соединяться с определенным количеством азота, или уже с удвоенным таким же, но не может быть какого-либо промежуточного значения количества вещества». Существует мнение, что это предложение было добавлено некоторое время спустя после прочтения доклада, однако опубликовано лишь в 1805 году.
В работе «Новый курс химической философии» все вещества были разбиты Дальтоном на двойные, тройные, четверные и т. п. (в зависимости от количества атомов в молекуле). Фактически, он предложил классифицировать структуры соединений по общему количеству атомов — один атом элемента X, соединяясь с одним атомом элемента Y, дает двойное соединение. Если же один атом элемента X соединяется с двумя Y (или наоборот), то такое соединение будет тройным.

### Основные положениятеории Дальтона
1. Химические элементы состоят из маленьких частиц, называемых атомами (принцип дискретности (прерывности строения) вещества)
2. Атомы нельзя создать заново, разделить на более мелкие частицы, уничтожить путём каких-либо химических превращений (или превратить друг в друга). Любая химическая реакция просто изменяет порядок группировки атомов (атомы не возникают и не исчезают при химических реакциях — закон сохранения массы; см. Атомизм)
3. Атомы любого [одного] элемента идентичны и отличны от всех других, причем характерной чертой в данном случае является их [одинаковая] относительная атомная масса
4. Атомы различных элементов имеют различный вес (массу)
5. Атомы различных элементов могут соединяться в химических реакциях, образуя химические соединения, причем каждое соединение всегда имеет одинаковое [простое, целочисленное] соотношение атомов в своем составе
6. Относительные веса (массы) взаимодействующих элементов непосредственно связаны с весами (массами) самих атомов, как это показывает закон постоянства состава

Дальтон также предложил «правило наибольшей простоты», которое, правда, впоследствии не получило независимых подтверждений: когда атомы соединяются только в одном соотношении, это говорит об образовании ими двойного соединения (сложных двух-(много-)атомных молекулярных соединений).
Это было только предположение, полученное ученым просто из веры в простоту устройства природы. Исследователи того времени не располагали объективными данными для определения количества атомов каждого элемента в сложном соединении. Однако подобные «предположения» являются жизненно необходимыми для такой теории, ибо расчет относительных атомных весов невозможен без знания химических формул соединений. Впрочем, гипотеза Дальтона привела его к определению формулы воды как OH (так как с позиций его теории вода является продуктом реакции H+O, причем соотношение всегда постоянно); для аммиака он предлагал формулу NH, что, разумеется, не соответствует современным представлениям.
Несмотря на внутренние противоречия, лежащие в самом сердце концепции Дальтона, некоторые её принципы дожили до наших дней, хотя и с небольшими оговорками. Скажем, атомы действительно не могут быть разделены на части, созданы или уничтожены, однако это справедливо лишь для химических реакций. Дальтон также не знал о существовании изотопов химических элементов, свойства которых порой отличны от «классических». Несмотря на все эти недочеты, теория Дальтона (химическая атомитика) повлияла на будущее развитие химии не меньше кислородной теории Лавуазье.

## Зрелые годы

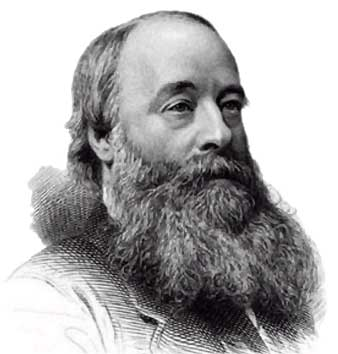
Джеймc Прескотт Джоуль

Свою теорию Дальтон показал Т. Томсону, который вкратце обрисовал её в третьем издании своего «Курса химии» (1807), а затем уже сам учёный продолжил её изложение в первой части первого тома «Нового курса химической философии» (1808). Вторая часть была издана в 1810 году, а вот первая часть второго тома не выходила в свет до 1827 года — развитие химической теории пошло намного дальше, оставшийся неопубликованным материал был интересен уже очень узкой даже для научной среды аудитории. Вторая часть второго тома так и не вышла в свет.
В 1817 году Дальтон стал президентом «Лит&Фил», каковым и оставался до своей смерти, сделав 116 докладов, из которых наиболее примечательны самые ранние. В одном из них, сделанном в 1814 году, он объясняет принципы объемного анализа, в котором был одним из первопроходцев. В 1840 году его работа, посвященная фосфатам и арсенатам (часто называемая одной из наиболее слабых), была признана Королевским Обществом недостойной публикации, в результате Дальтону пришлось делать это самому. Такая же участь постигла ещё четыре его статьи, две из которых («О количестве кислот, щелочей и солей в различных солях», «О новом и простом методе анализа сахара») содержали открытие, которые сам Дальтон считал вторым по важности после атомистической концепции. Определённые безводные соли при растворении не вызывают увеличения объёма раствора, соответственно, как писал учёный, они занимают некие «поры» в структуре воды.
Джеймс Прескотт Джоуль — известный ученик Дальтона.

## Экспериментальный метод Дальтона

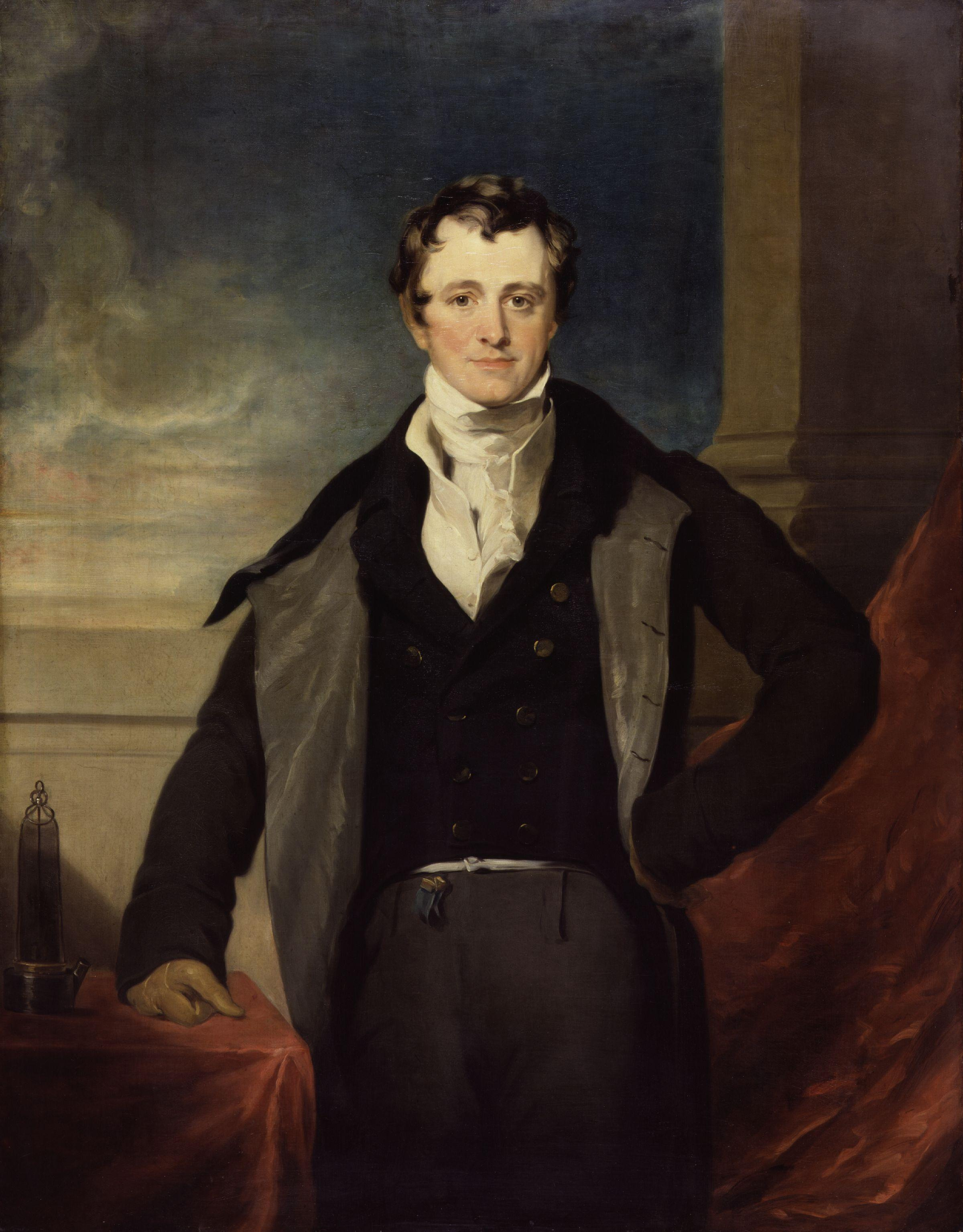
Сэр Гэмфри Дэви, гравюра 1830 года по картине сэра Томаса Лоуренса

Дальтон часто работал со старыми и неточными приборами, даже когда были доступны более совершенные. Сэр Гэмфри Дэви называл его «грубым экспериментатором», всегда находившим нужные ему факты, причем чаще беря их из головы, чем из реальных условий опыта. С другой стороны, историки непосредственно занимавшиеся Дальтоном, повторили ряд экспериментов ученого и говорили, наоборот, о его мастерстве.
В предисловии ко второй части первого тома «Нового курса», Дальтон пишет, что использование чужих экспериментальных данных так часто вводило его в заблуждение, что в своей книге он решил писать только о тех вещах, которые мог лично проверить. Впрочем, такая «независимость» вылилась в недоверие даже к общепризнанным вещам. Например, Дальтон критиковал и, похоже, так до конца и не принял газовый закон Гей-Люссака. Учёный придерживался нетрадиционных взглядов на природу хлора даже после установления его состава Г. Дэви; номенклатуру Й. Я. Берцелиуса он категорически отвергал, несмотря на то, что многие считали её гораздо проще и удобней громоздкой системы дальтоновских символов.

## Личная жизнь и общественная деятельность

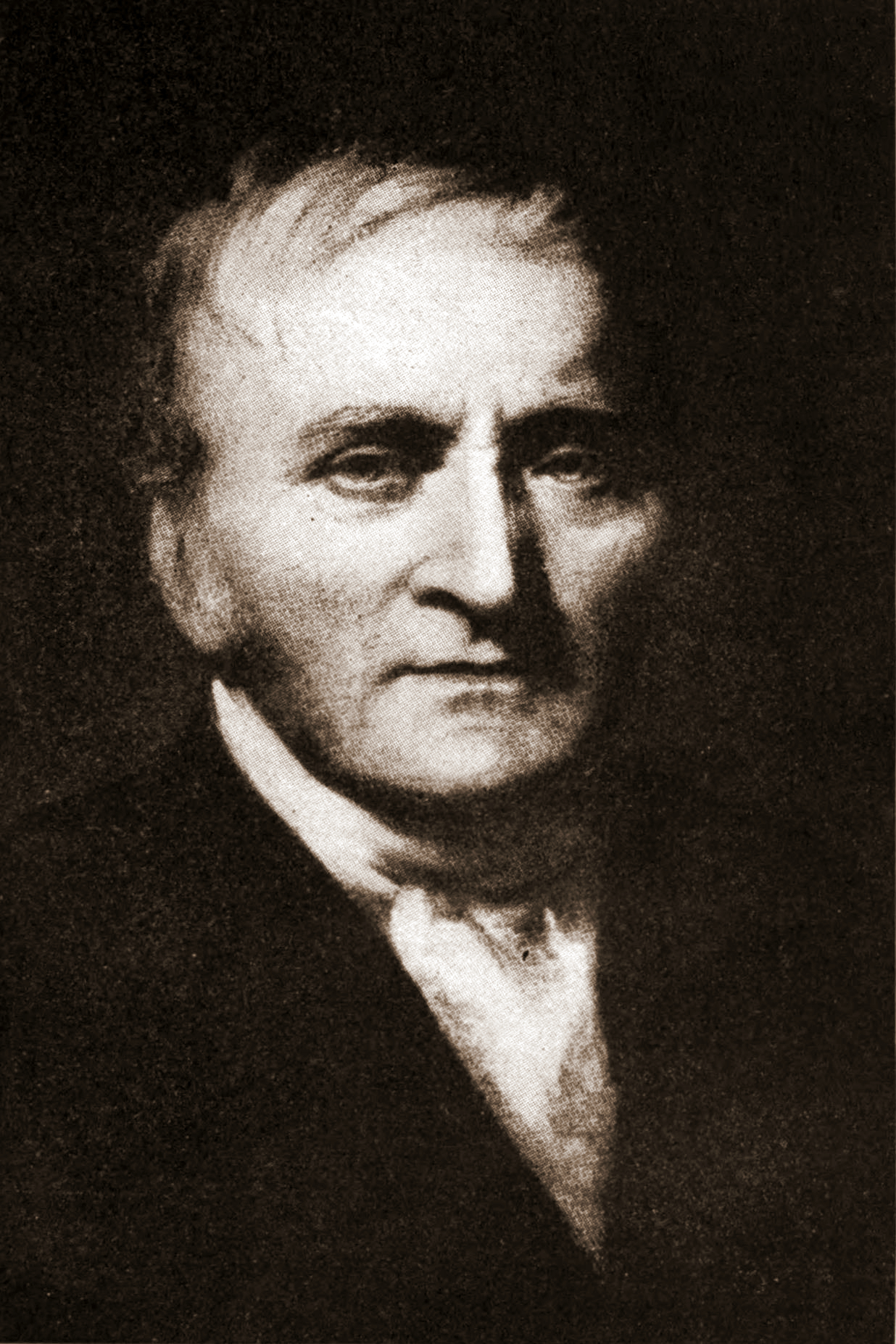
Джон Дальтон (из книги: А. Шустер, А. Е. Шипли. Наследие британской науки. — Лондон, 1917)

Ещё до создания своей атомистической концепции Дальтон был широко известен в научных кругах. В 1804 году ему предложили читать курс лекций по натуральной философии в Королевском институте (Лондон), где он затем читал другой курс в 1809—1810 гг. Некоторые современники Дальтона ставили под сомнение его способность интересно и красиво излагать материал; Джон Дальтон обладал грубоватым, тихим, невыразительным голосом, помимо этого учёный слишком сложно объяснял даже самые простые вещи.
В 1810, сэр Гэмфри Дэви предложил ему выставить свою кандидатуру на выборы в члены Королевского Общества, однако Дальтон отказался, по-видимому из-за денежных затруднений. В 1822 году он оказался кандидатом, сам не зная об этом, и после выборов заплатил положенный взнос. За шесть лет до этого события он стал членом-корреспондентом Французской Академии наук, а в 1830 году был избран одним из восьми иностранных членов академии (на место Дэви).
В 1833 правительство графа Грея назначило ему жалование в 150 фунтов, в 1836 году оно возросло до 300.
Дальтон никогда не был женат, имел мало друзей. Четверть века он прожил в доме своего друга, преподобного Р. В. Джонса (1771—1845) и его жены на улице Георга в Манчестере; обычное течение его дня, состоявшего из лабораторной и преподавательской работы, нарушалось лишь ежегодными экскурсиями в Озёрный край или редкими визитами в Лондон. В 1822 он совершил короткую поездку в Париж, где встречался с различными местными учёными. Также несколько ранее он посетил ряд научных съездов Британской ассоциации в Йорке, Оксфорде, Дублине и Бристоле.

## Конец жизни, наследие

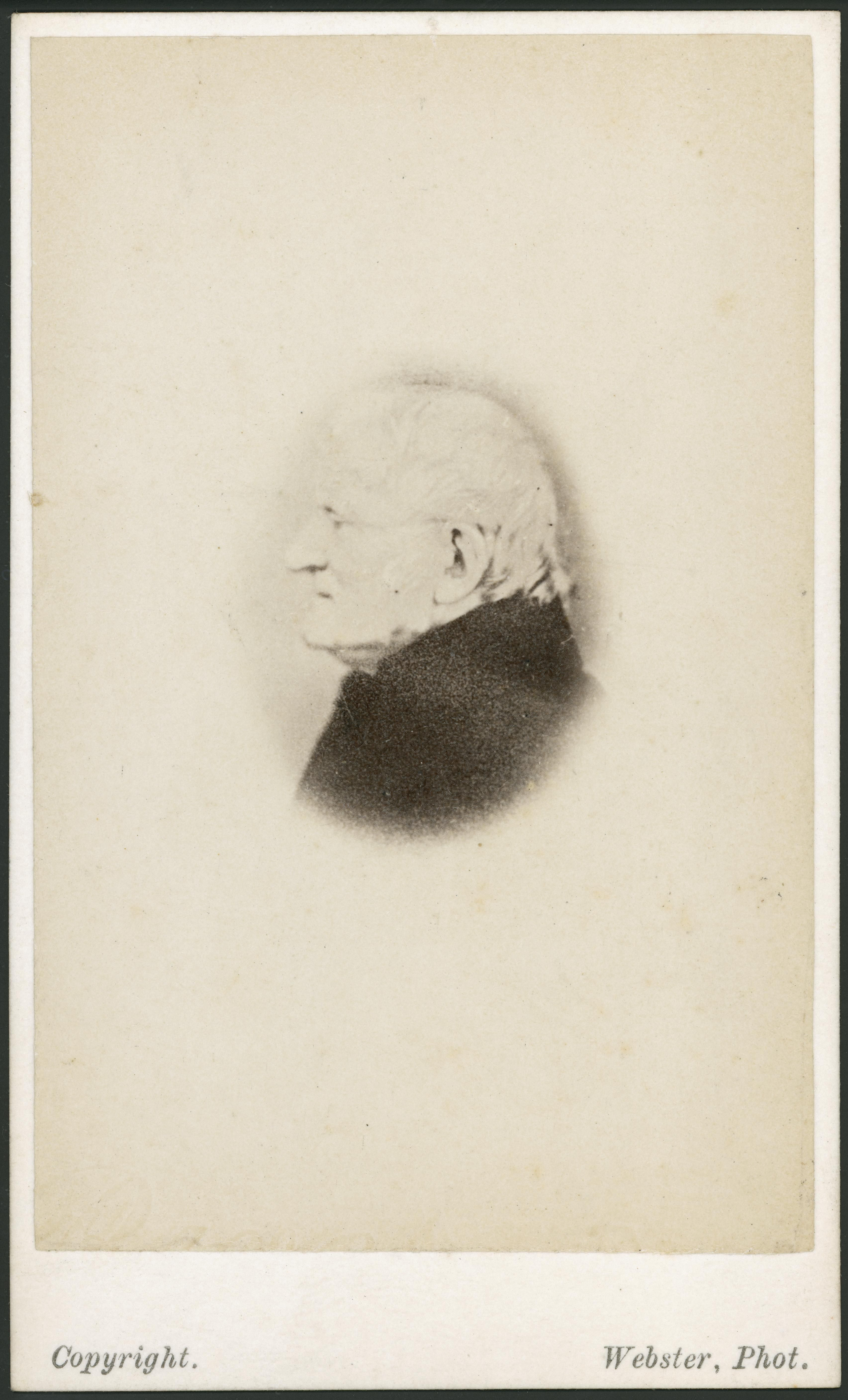
Паспарту Дальтона (около 1840).

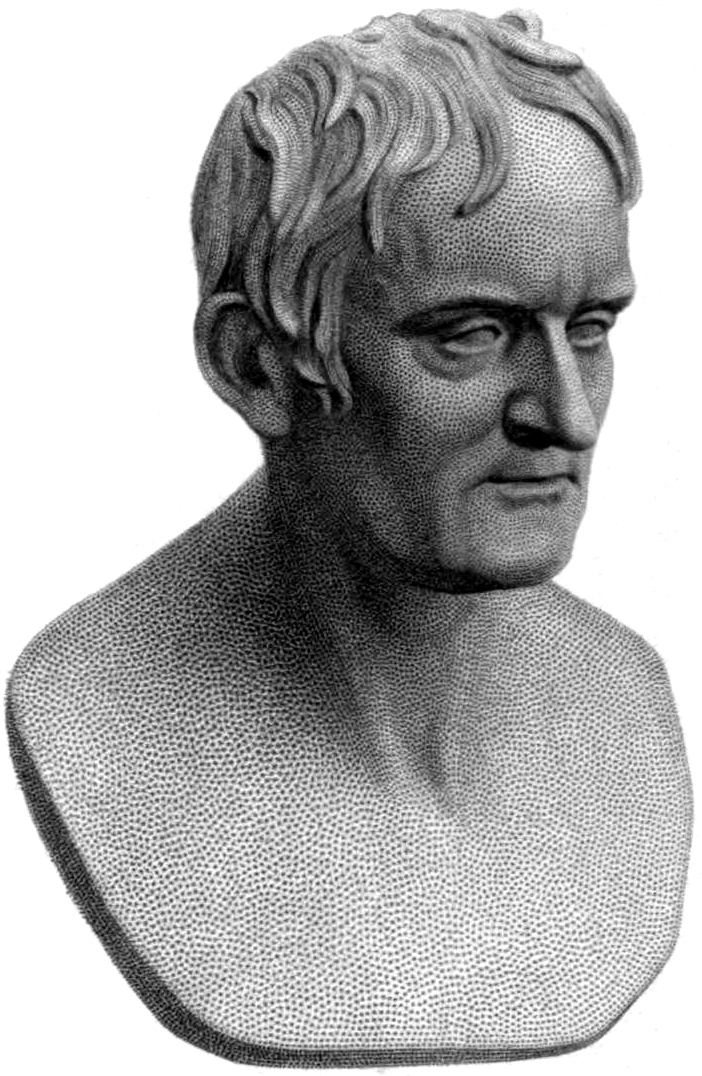
Бюст Дальтона работы английского скульптора Ф. Л. Чантри

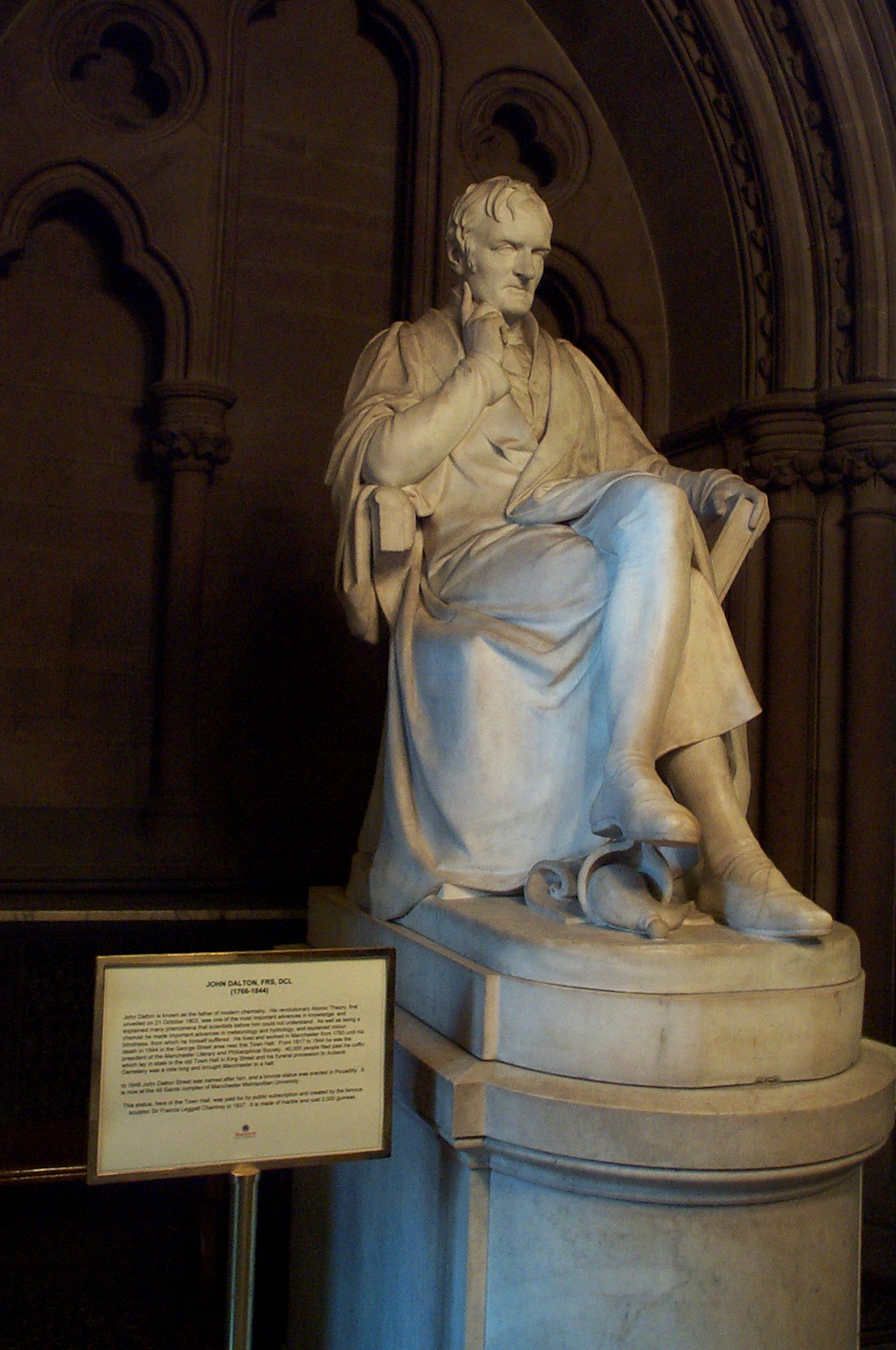
Статуя Дальтона в здании мэрии Манчестера.

В 1837 году Дальтон пережил легкий «удар» (инсульт), однако уже в 1838 следующий удар вызвал у него нарушение речи; впрочем, это не помешало ученому продолжить свои изыскания. В мае 1844 он пережил ещё один удар, а 26 июля дрожащей рукой сделал последнюю запись в своем метеорологическом журнале; 27 июля Дальтон был найден мёртвым в своей квартире в Манчестере.
Джон Дальтон был похоронен на Ардвикском кладбище Манчестера. Сейчас на месте кладбища располагается игровая площадка, однако его фотографии сохранились.
Бюст Дальтона (работа Чантрея) украшает вход в Королевский колледж Манчестера, статуя Дальтона, также работа Чантрея, находится сейчас в здании мэрии Манчестера.
В память о трудах Дальтона химики, биохимики и молекулярные биологи часто используют термин «дальтон» (или сокращенно Da) для обозначения атомной единицы массы (эквивалентной 1/12 массы изотопа 12С), хотя такое название официально не было принято Международным бюро мер и весов. Также в честь ученого названа улица, соединяющая Динсгейт и площадь Альберта в центре Манчестера.
Одно из зданий на территории университета города Манчестера носит имя Джона Дальтона. В нём располагается Технологический факультет и проходит большая часть лекций по естественнонаучным предметам. На выходе из здания установлена статуя Дальтона, перемещённая сюда из Лондона (работа Вильяма Тида, 1855, до 1966 стояла на пл. Пикадилли).
Здание студенческого общежития Университета Манчестера также носит имя Дальтона. Университетом учреждены различные гранты имени Дальтона: два по химии, два по математике, а также Дальтоновская премия по естественной истории. Существует также Медаль Дальтона, периодически выдаваемая Манчестерским литературно-философским обществом (в общей сложности выдано 12 медалей).
Имя Джона Дальтона присвоено крупному кратеру на видимой стороне Луны, название. утверждено Международным астрономическим союзом в 1964 году.
Большая часть работ Джона Дальтона была уничтожена в результате бомбардировки Манчестера 24 декабря 1940 года. Айзек Азимов по этому поводу писал: «На войне умирают не только живые».